# Athens Kallithea FC
Athens Kallithea FC is een Griekse voetbalclub uit Kallithea en werd gesticht in 1966 na de samensmelting van vier lokale voetbalclubs: Esperos, Iraklis, AE Kallitheas en Kallithaikos. Een vijfde club (Pyrsos) voegde zich hier een jaar later nog aan toe. De vijf sterren in het logo van de club stellen de vijf stichters voor.
Kallithea (in het Grieks met Latijnse tekens: GS Kallithea, Gymnasticos Syllogos Kallithea) startte in Divisie 3 in 1966. In 1969 promoveerde het naar Divisie 2 en in 2002 naar Divisie 1.
Sinds de stichting in 1966 heeft Kallithea 15 periodes gespeeld in Divisie 3, 21 periodes in Divisie 2 en 4 periodes in Divisie 1.
Theofanis Gekas, de topscorer van het Griekse A kampioenschap, vertrok in januari 2005 naar Panathinaikos FC. In 2022 werd de club hernoemd in Athens Kallithea FC.

## Bekende (oud)-spelers
- Theofanis Gekas
- Roberts Uldriķis

Groep Nord:
AEK Athene B ·
AE Larissa ·
Aiolikos FC ·
Almopos Aridea FC ·
Anagennisi Karditsa FC ·
Apollon Pontou ·
Iraklis FC ·
Kampaniakos FC ·
Kozani FC ·
Makedonikos ·
Niki Volos ·
PAOK Saloniki B ·
Tilikratis FC 

Groep Zuid:
Apollon Smyrnis ·
Chania FC ·
Diagoras Rodos ·
Egaleo FC ·
Ionikos ·
GS Ilioupolis ·
Kalamata FC ·
GS Kallithea ·
Levadiakos ·
OF Ierapetra FC ·
Olympiakos Piraeus B ·
Panachaiki GE ·
Panathinaikos B